# Gootiella tremulae
Gootiella tremulae är en insektsart som beskrevs av Albert Tullgren 1925. Enligt Catalogue of Life ingår Gootiella tremulae i släktet Gootiella och familjen långrörsbladlöss, men enligt Dyntaxa är tillhörigheten istället släktet Gootiella och familjen pungbladlöss. Enligt den finländska rödlistan är arten nationellt utdöd i Finland. Arten är reproducerande i Sverige. Artens livsmiljö är friska och lundartade moar. Inga underarter finns listade i Catalogue of Life.